# Trambulina Tintina
Die Trambulina Tintina war eine Skisprungschanze der Kategorie K 110 in der rumänischen Stadt Borșa im Kreis Maramureș, welche inzwischen abgerissen wurde.

## Geschichte
Die erste Skisprungschanze in Borșa wurde schon zu den Zeiten von Österreich-Ungarn errichtet. Die erste wettkampftaugliche Schanze wurde aber erst nach dem Zweiten Weltkrieg gebaut und es war die größte Schanze von Rumänien. Auf dieser Schanze wurden viele nationale Wettkämpfe und auch internationale Springen, an welchen meistens nur die Springer der Ostblockstaaten teilnahmen, veranstaltet.
Im Jahr 1983 erhielt die Schanze das FIS-Zertifikat und ein Jahr später stellte der Pole Bogdan Zwijacz den Schanzenrekord von 118 m auf. Ende der 1980er Jahre begann man in Borșa eine Mittlere Schanze der Kategorie K 70 und eine kleine Schanze der Kategorie K 30 zu errichten. Die beiden Schanzen wurde wegen der politischen Wende nie fertiggestellt.
Nach der politischen Wende wurden auch längere Zeit keine Wettkämpfe mehr auf der Trambulina Tintina veranstaltet. Erst 1999 wurde die auf der Schanze wieder die rumänischen Meisterschaften im Skispringen ausgetragen. Bei dieser Meisterschaft konnte der Rumäne Florin Spulber den Schanzenrekord einstellen. Bis zum Jahr 2003 wurden einige weitere Wettkämpfe auf der Schanze veranstaltet, danach wurde sie abgerissen. Mitte der 2000er Jahre kam der Gedanke auf eine neue Schanze zu errichten, dieser wurde aber wieder verworfen.

## Wettkämpfe
Auf der Trambulina Tintina wurden vor allem die rumänischen Meisterschaften ausgetragen. Die rumänischen Meisterschaften in Borșa konnte Lorincz Balint in den Jahren 1980, 1982 und 1984 gewinnen. Im Jahr 1999 fanden zwei Einzelwettkämpfe der rumänischen Meisterschaft auf der Trambulină Tintina statt. Den ersten konnte Vasile Cosmeanu gewinnen und den zweiten Florin Spulber. Zudem fand auch ein Teamspringen statt, welches der Verein CS Dinamo Brașov gewinnen konnte. Die letzte Meisterschaft fand in Borșa 2000 statt. Das Einzelspringen konnte wieder Vasile Cosmeanu und das Teamspringen der Verein CS Dinamo Brașov gewinnen.